# Dominik Szymanowski
Dominik Szymanowski (ur. około 1750, zm. w 1848) herbu Ślepowron albo Jezierza – szambelan Stanisława Augusta Poniatowskiego w 1777 roku, poseł województwa rawskiego na Sejm Czteroletni w 1790 roku.
Syn Macieja Michała Szymanowskiego, starosty rawskiego i Anny z Łuszczewskich, h. Korczak, żonaty z Franciszką Rościszewską. Fundator linii kresowo-ukraińskiej Szymanowskich (Korwin), h. Ślepowron. Mieli czworo dzieci: Zygmunt, Juliana, Józef Dominik i Bona. Był w prostej linii -poprzez pokolenia Zygmunta, Feliksa i Stanisława - prapradziadem Karola Szymanowskiego, kompozytora.
2 maja 1791 roku podpisał asekurację, w której zobowiązał się do popierania projektu Ustawy Rządowej. 